# Académie des arts dramatiques Ernst-Busch
L’École supérieure d’art dramatique Ernst Busch (en allemand : Hochschule für Schauspielkunst Ernst Busch, "HfS") est une école de théâtre fondée en 1951 à Berlin dans le quartier de Niederschöneweide sous le nom de Staatliche Schauspielschule Berlin (École nationale d'art dramatique de Berlin). En 1981, elle obtient le statut d'université et reçoit le nom d'Ernst Busch en mémoire du chanteur et acteur décédé l'année précédente.

## Présentation

Logo de l'École.

Une école d'art dramatique avait été auparavant créée et dirigée par Max Reinhardt en 1905 au Deutsches Theater de Berlin. Heinz Hilpert lui succéda jusqu'à la fermeture du théâtre en 1944 par le régime nazi.
L'Académie des arts dramatiques Ernst Busch a été fondée en septembre 1951 comme un organisme du secteur public dans la zone d'occupation soviétique en Allemagne de Berlin-Est par le Ministère de la Culture de la RDA.
En 1981, elle a obtenu le statut d'université.
Une centaine d'étudiants sont inscrits à l'école d'art dramatique dans les activités de théâtre, de marionnettes, de mise en scène et de la danse. Chaque année, environ une quinzaine de productions sont mises en scène. L'académie universitaire Ernst Busch de Berlin est une institution membre de la Conférence permanente de formation (SKS).
En 2004, l'académie Ernst Busch a remporté le Prix de l'Art de Berlin (Berliner Kunstpreis). Une tempête politique a secoué en juin 2005 la nomination du sociologue Wolfgang Engler comme recteur de l'université théâtrale. Il succède à Klaus Völker, qui avait dirigé l'école depuis 1993. L'académie a reçu le "Prix du Film Culture à Mannheim-Heidelberg" en 2010, qui durant le Festival international du Film de Mannheim-Heidelberg et qui décerne ce prix aux entreprises, institutions et particuliers qui ont rendu des services exceptionnels en continu pendant de nombreuses années sur le plan de la culture cinématographique en Allemagne.
Depuis 2011, l'Académie a déménagé aux anciens ateliers de théâtre de Berlin, avec des conversions et des extensions du bâtiment construit à cet effet.

## Anciens élèves

### Anciens élèves sous Max Reinhardt
| - Gerhard Bienert - Alfred Braun - August Momber - Gisela von Collande - Paul Dahlke - Ilse Davidsohn - Friedrich Domin - Berta Drews | - Carl Ebert - Paul Graetz - Alexander Granach - O. E. Hasse - Werner Hinz - Marianne Hoppe - Gerda Müller - Renate Müller | - Eberhard Müller-Elmau - Lothar Müthel - Friedrich Wilhelm Murnau - Alice Treff - Otto Wallburg - Herwig Walter - Anton Walbrook |

### Anciens élèves de l'académie Ernst Busch
| - Pierre Besson - August Diehl - Alexander Fehling - Sylvester Groth - Michael Gwisdek - Corinna Harfouch - Leander Haußmann - Karoline Herfurth - Nina Hoss - Sandra Hüller | - Julia Jentsch - E. L. Karhu - Deborah Kaufmann - Felix Klare - Uwe Kockisch - Daniela Labbé-Cabrera - Jan Josef Liefers - Dagmar Manzel - Sven Martinek - Torsten Michaelis | - Thomas Ostermeier - Hans-Peter Reinecke - Pierre Sanoussi-Bliss - Sebastian Schwarz - René Steinke - Devid Striesow - Jördis Triebel - Mark Waschke |